# Anie Mouroux
Mélanie Mouroux-Martin, conocida como Anie Mouroux, nacida en París en 1887, fallecida en 1978, fue una escultora y grabadora de medallas francesa.

## Biografía
Alumna en la École nationale supérieure des beaux-arts de París.
Primera alumna que optó al concurso del Gran Premio de Roma de grabado de medallas.
Gran Premio de Roma en escultura en 1919, durante mucho tiempo fue la única mujer en poseer este título. Ese mismo año la fábrica de la moneda francesa (la Monnaie de Paris) le encargó una medalla bajo el título La fraternidad en el campo de batalla.
Más tarde, en 1921 la misma fábrica le encarga la medalla del Presidente Harding de la República de los Estados Unidos, valorada en 5000 francos. El vínculo con los Estados Unidos se mantiene también con un encargo de la medalla del premio de filosofía William E. Bingham , pieza producida por Mouroux y diseñada por el profesor Albert Chandler de la Ohio State y que representa a la diosa Atenea.
En la década de 1920 realizó modelos para la Manufacture nationale de Sèvres.
En 1929, presentó su Sainte Anne Mère des Bretons en la exposición L'art et le mobilier religieux modernes au Musée Galliera à Paris (octubre-noviembre, 1929). este grupo se encuentra conservado en la sala del Tesoro de la Basílica de Sainte-Anne d'Auray
En 1931 realizó tres medallas conmemorativas, la primera para la Exposición colonial celebrada en París ese año. Otras dos en homenaje a los marinos franceses Antoine Raymond Joseph de Bruni y Louis Antoine, Conde de Bougainville.
En 1933 realizó la moneda del presidente Franklin Delano Roosevelt de los Estados Unidos
Conservadora del Museo municipal de Casablanca.
Profesora de dibujo en la Escuela de Bellas Artes de Casablanca.
Enviada en misiones oficiales a Washington, Madrid y Belgrado.
Realizó múltiples piezas para las cerámicas Henriot en Quimper.
Entre otras distinciones, fue Medalla de Oro de la Ecole des Beaux-Arts, Medalla de Plata del Salon des Artistes Français y Caballero de la Legión de Honor.
Falleció en 1978.

## Obras

### Monedas y medallas
- Medalla Vivant Souvenir , 1916[7]
- Medalla de Mimi Pinson, 1917 medalla[8]
- Medalla To save Humanity/Dedicated to the American Soldiers,, 1917 - 1918 medalla[9]
- Medalla The Hour has come/America Enters the war/April, 6, 1917/Justice Liberty., 1917[10]
- Medalla del Armisticio (1918): Anverso: el Día del Armisticio, 11 de noviembre de 1918, firma de la Paz, 28 de junio de 1919 - 1914-1918. En el centro, en un rectángulo, una mujer reclinada que simboliza Alemania con una espada en su estómago. Ella apoya su brazo izquierdo en un escudo que representa el águila germánica. En el fondo, un cementerio y la Catedral de Reims en llamas.

Reverso: Libertas Mundi. Un joven alado está sentado en el globo . Él sostiene una antorcha y una cornucopia.
- Medalla de La fraternidad en el campo de batalla - La fraternité sur le champ de bataille[12] 1919

- Moneda del presidente de la Républica de los Estados Unidos; Retrato de Warren Gamaliel Harding, 1921[13]
- Medalla de E. Ehlers, 1923.[14]
- Medalla conmemorativa del vuelo París-Tokio de Joseph le Brix y Dieudonné Costes, bronce , 1927[15]
- Medalla del vuelo sin escalas del vuelo París-Nueva York de Dieudonné Costes y Lt. Maurice Bellonte 1930[16]
- Placa de bronce Gloria - Immortalis 1930[17]
- Medalla commemorativa del navegante Louis Antoine, Conde de Bougainville (1729-1811) y el destructor 'Bougainville' (1931) bronce.
- Medalla commemorativa de Antoine Raymond Joseph de Bruni, caballero de Entrecasteaux (1737-1793) y el destructor 'D'Entrecasteaux' (1931) bronce.
- Medalla conmemorativa de la Exposition coloniale internationale de París, 1931. De 1931. Anverso: Retrato de mujer de frente "Océanie" Reverso : Pagodas. Conservada en el Museo del muelle Branly. Anteriormente en el fondo histórico del Musée national des arts d'Afrique et d'Océanie[18]

- Medalla de Charles de Foucauld 1932[19]

- Moneda del presidente de la Républica de los Estados Unidos; Retrato de Franklin Delano Roosevelt , 1933 y reeditada en 1945 . Fundida en plata  y bronce
- Medalla conmemorativa del navegante Louis Antoine, Conde de Bougainville (1729-1811) y el destructor 'Bougainville' (1931) bronce.
- Medalla del General Georges, durante la Gran Guerra , bronce de 1935,[20]
- Thermalisme , medalla de bronce.(fecha sin determinar) La ceca de la Monnaie de París, dentro de la Collection genérale de la Monnaie, dedicó una medalla en bronce de 59 mm. obra de Annie Mouroux. En el centro del anverso, de pie, se aprecia el busto frontal de una mujer, supuestamente la diosa Hygea que sostiene con su mano izquierda el cuerno de la abundancia. En la parte izquierda está grabado el anagrama de la farmacia con la copa y la serpiente enroscada. A la derecha se lee H Y G I E , y en arco superior: THERMALISME. En el exergo, figura el nombre de la artista. En el reverso de la medalla y en su parte superior , una mujer está tumbada y semidesnuda en una zona verde al borde del agua. Debajo , presenta una placa saliente, preparada para una inscripción.[21]

- Medalla y medallón de Saint Nicolas et les Trois Petits Enfants década de 1940, bronce[22]
- Medalla de Frédéric Mistral, bronce.[23]
- Medalla de Jacques Grévin. Anverso retrato del poeta. Reverso, escudo del Tremblot de la Croix[24]

### Figuras de Sevres
- Dame à l'écureuil , Estatuilla para la manufactura nacional de Sevres. Cerámica 1929  (enlace roto disponible en Internet Archive; véase el historial, la primera versión y la última).
- Baile frente a la niña - Danse devant la poupée,Estatuilla para la manufactura nacional de Sevres. Cerámica 1926  (enlace roto disponible en Internet Archive; véase el historial, la primera versión y la última).. Conservada en el Museo Nacional de Sevres.
- Belles de Jour - Belles de nuit (Bellas de día - Bellas de noche). Estatuilla para la manufactura nacional de Sevres. Cerámica[25] Una copia se conserva en el Museo Internacional de la Cerámica en Faenza,[26] durante 2008 y 2009 fue cedida a los Museos Capitolinos de Roma.[27]